# Big Lake (Minnesota)
Big Lake ist eine Stadt (mit dem Status „City“) im Sherburne County im mittleren Osten des US-amerikanischen Bundesstaates Minnesota. Das U.S. Census Bureau hat bei der Volkszählung 2020 eine Einwohnerzahl von 11.686 ermittelt.
Big Lake ist Bestandteil der Metropolregion Minneapolis–Saint Paul.

## Geografie
Big Lake liegt im nördlichen Vorortbereich der Städte Minneapolis und Saint Paul am linken Ufer des oberen Mississippi auf 45°20′40″ nördlicher Breite und 93°45′10″ westlicher Länge. Die Stadt erstreckt sich über 20,33 km², die sich auf 17,90 km² Land- und 2,43 km² Wasserfläche verteilen. Durch den Norden der Stadt fließt der Elk River.
Benachbarte Orte von Big Lake sind Becker (13,3 km nordwestlich), Monticello (am gegenüberliegenden Mississippiufer) und Elk River (15,9 km östlich).
Das Stadtzentrum von Minneapolis liegt 67 km entlang des Mississippi in südöstlicher Richtung; das Zentrum von Saint Paul, der Hauptstadt von Minnesota, befindet sich 80,5 km südöstlich.

## Verkehr

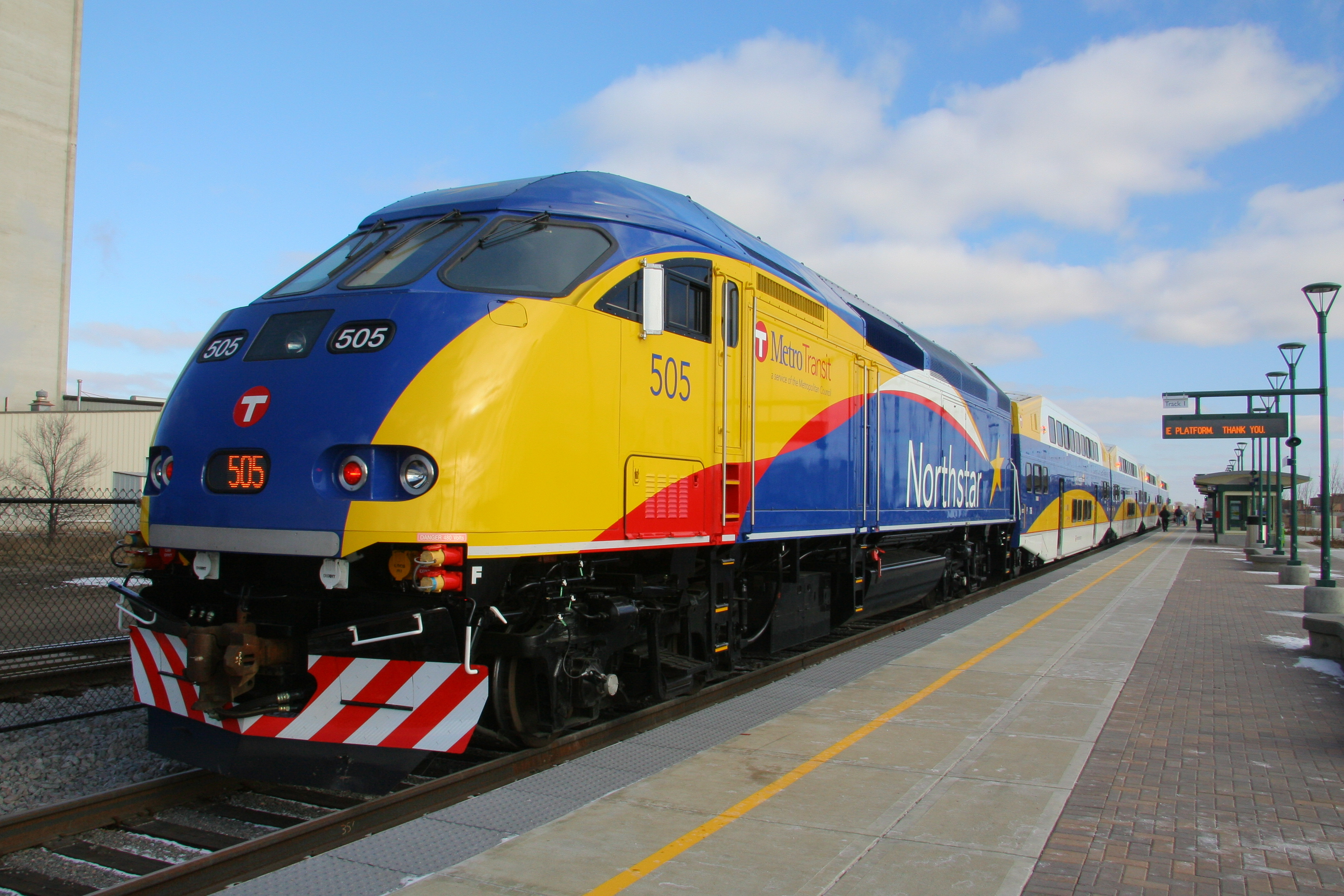
Northstar

Der U.S. Highway 10, der hier den Minnesota-Abschnitt der Great River Road bildet, führt parallel zum Mississippi durch Big Lake. Die Minnesota State Route 25 trifft in der Stadtmitte auf den US 10. Alle weiteren Straßen sind untergeordnete, teils unbefestigte Fahrwege sowie innerörtliche Verbindungsstraßen.
Parallel zum US 10 verläuft die Northstar Line. Diese für den Personenverkehr eingerichtete Eisenbahnlinie verbindet Minneapolis mit dem nördlichen Umland. Die Gleisanlagen und Wegerechte befinden sich im Besitz der BNSF Railway.
Der nächstgelegene Flughafen ist der 90,3 km südöstlich gelegene Minneapolis-Saint Paul International Airport.

## Demografische Daten
Nach der Volkszählung im Jahr 2010 lebten in Big Lake 10.060 Menschen in 3377 Haushalten. Die Bevölkerungsdichte betrug 562 Einwohner pro Quadratkilometer. In den 3377 Haushalten lebten statistisch je 2,97 Personen.
Ethnisch betrachtet setzte sich die Bevölkerung zusammen aus 92,4 Prozent Weißen, 1,7 Prozent Afroamerikanern, 1,7 Prozent amerikanischen Ureinwohnern, 0,4 Prozent Asiaten sowie 1,6 Prozent aus anderen ethnischen Gruppen; 2,6 Prozent stammten von zwei oder mehr Ethnien ab. Unabhängig von der ethnischen Zugehörigkeit waren 3,7 Prozent der Bevölkerung spanischer oder lateinamerikanischer Abstammung.
34,3 Prozent der Bevölkerung waren unter 18 Jahre alt, 60,4 Prozent waren zwischen 18 und 64 und 5,3 Prozent waren 65 Jahre oder älter. 49,6 Prozent der Bevölkerung war weiblich.

Das mittlere jährliche Einkommen eines Haushalts lag bei 66.200 USD. Das Pro-Kopf-Einkommen betrug 22.823 USD. 9,4 Prozent der Einwohner lebten unterhalb der Armutsgrenze.